# Agência governamental
Uma agência governamental é uma organização permanente ou semi-permanente na máquina do governo e que é responsável pela supervisão e administração de funções específicas, tal como um serviço de inteligência. Há uma notável variedade de tipos de agência. Embora sua utilização varie, uma agência governamental distingue-se tanto de um departamento (nos Estados Unidos) ou de um ministério, quanto de outros tipos de órgãos públicos instituídos pelo governo. As funções de uma agência são normalmente de caráter executivo, visto que tipos diferentes de organizações (tais como comissões) são normalmente utilizadas para funções de consultoria, mas esta distinção torna-se freqüentemente indistinta na prática.
Uma agência governamental pode ser instituída tanto por um governo nacional quanto por um estado que governe num sistema federativo. O termo não é normalmente utilizado para organizações criadas por obra de uma administração regional. Agências podem ser criadas através do poder legislativo ou por decreto do executivo. A autonomia, independência e confiabilidade das agências governamentais também varia muito.

## História
Os primeiros exemplos de organizações que hoje seria chamado de uma agência do governo incluem o Conselho de Marinha Britânica, responsável por navios e suprimentos, que foi criada em 1546 pelo rei Henrique VIII e os britânicos "Comissários de Falências" estabelecida em 1570. Os Estados Unidos Biblioteca do Congresso foi fundada em 1800 e é, estranhamente, uma agência do poder legislativo do governo.
A partir de 1933, o New Deal teve um crescimento rápido em agências federais dos EUA, as "agências alfabeto", como eles foram usados para entregar novos programas obrigatórios pela legislação, tais como ajuda de emergência federal.
A partir da década de 1980, como parte da Nova Gestão Pública, vários países, incluindo Austrália e do Reino Unido desenvolveu o uso de agências para melhorar a eficiência nos serviços públicos.